# Yung Joc
Pour les articles homonymes, voir Joc.
Yung Joc, de son vrai nom Jasiel Robinson (né le 2 avril 1983 à Memphis, dans le Tennessee), est un rappeur américain. Il lance sa carrière musicale avec la création de son propre label, Swagg Team. Joc signe ensuite au label Bad Boy South de Sean Combs, et publie son premier album, New Joc City la même année.

## Biographie

### Jeunesse
Le père de Robinson, Stanley Tucker, directeur d'une entreprise, l'aide à écrire un jingle pour Revlon. Robinson suit les pas d'entrepreneur de son père et fonde son propre label afin de publier sa propre musique. En 2001, il épouse sa compagne Alexandria Robinson et mettent au monde trois enfants, Ja'Kori, Amir, et Chase Robinson. Le couple divorcera par la suite. En date, Robinson compte huit enfants avec quatre femmes différentes,.

### DeNew Joc CityàGrind Flu(2005–2009)
Yung Joc fait la rencontre du producteur Nitti Beatz, originaire d'Atlanta, et enregistrent ensemble le single à succès It's Goin Down au printemps 2005. Après s'être associé avec Russell « Block » Spencer, fondateur du label Block Enterprises. Spencer signe Joc chez Bad Boy South de Sean Combs, et Bad Boy publie le premier album de Joc, New Joc City dans l'année. Yung Joc participe aussi aux chansons Show Stopper de Danity Kane (issue de l'album Making the Band 4 de Diddy) et Call U Out de Cassidy. Yung Joc est classé 20e dans la liste des « rappeurs les plus riches de 2006 » par le magazine Forbes, avec approximativement $10 millions en 2006. It's Goin' Down atteint la troisième place du Billboard Hot 100 et la première place des Hot Rap Tracks. Le single suivant, I Know U See It, atteint la 17e place du Hot 100, et la deuxième place des Hot Rap Tracks.
Le nouvel album de Joc, Hustlenomics, est publié en 2007, et contient les singles Coffee Shop et Bottle Poppin'. Hustlenomics compte 69 000 exemplaires vendus la première semaine, et se classe troisième du Billboard 200. En avril 2009, il atteint approximativement 197 000 exemplaires selon le Nielsen Soundscan. En 2007, Yung Joc participe au single Lookin Boy de Hotstylz. En 2008, Yung Joc participe aux singles à succès Get Like Me, So Fly et Beep. En 2009, il participe au single Imma Put It on Her de Day26. Yung Joc publie un album indépendant sous le titre de Grind Flu gratuitement sur le site web de son label Swagg Team Entertainment le 11 août 2009,.

### Mr. Robinson's Neighborhood(depuis 2010)
Yung Joc publie le premier single de son album Mr. Robinson's Neighborhood intitulé Yeah Boy. Le clip du single est également publié. Le 7 octobre 2012, RCA Music Group annonce la dissolution de J Records, Arista Records et Jive Records. Avec cette fermeture, Joc, notamment, publiera ses nouvelles compositions (comme Mr. Robinson's Neighborhood) dans la branche RCA Records,,.
Le 18 mars 2014, Joc publie son premier single officiel intitulé I Got Bitches issu de son prochain troisième album,. Le 11 septembre 2014, Joc publie le second single de son troisième album, Features en featuring avec son ancien collaborateur et chanteur T-Pain,.

## Discographie

### Albums studio
- 2006 : New Joc City
- 2007 : Hustlenomics
- 2013 : Mr. Robinson's Neighborhood

### Singles
- 2006 : It's Going Down
- 2006 : I Know You See It
- 2007 : 1st Time
- 2007 : Coffee Shop (featuring Gorilla Zoe)
- 2007 : Bottle Poppin' (featuring Gorilla Zoe)
- 2010 : Yeah Boy
- 2011 : I Know What She Like (featuring Yo Gotti et Stuey Rock)
- 2012 : Mollie (featuring T-Pain)
- 2014 : I Got Bitches (featuring AE200 et D Dro)
- 2014 : Features (featuring T-Pain)
- 2016 : Wrong Places

## Mixtapes
- 2006 : Joc of All Spades
- 2008 : Joc Is Back
- 2009 : The Grind Flu
- 2010 : Swagg Team Mafia: The Movie
- 2011 : Ready to Fly

### Collaborations
- 2006 : Call U Out (featuring Cassie)
- 2007 : We Ready (avec Boyz N Da Hood)
- 2008 : Dance For Me (avec Nephu)